# アッティリアーノ
アッティリアーノ（伊: Attigliano）は、イタリア共和国ウンブリア州テルニ県にある、人口約2,000人の基礎自治体（コムーネ）。

## 地理

### 位置・広がり
テルニ県中部のコムーネ。

#### 隣接コムーネ
隣接するコムーネは以下の通り。括弧内のVTはヴィテルボ県所属を示す。
- アメーリア
- バッサーノ・イン・テヴェリーナ (VT)
- ボマルツォ (VT)
- ジョーヴェ
- グラッフィニャーノ (VT)
- ルニャーノ・イン・テヴェリーナ

### 気候分類・地震分類
アッティリアーノにおけるイタリアの気候分類 (it) および度日は、zona D, 1872 GGである。
また、イタリアの地震リスク階級 (it) では、zona 3 (sismicità bassa) に分類される。

## 行政

### 分離集落
アッティリアーノには以下の分離集落（フラツィオーネ）がある。
- Bufalino, La Croce, La Piazza, La Stazione, Lo Stradone, Madonna delle Grazie